# ماکسیمیلیان وولفرام
ماکسیمیلیان وولفرام (انگلیسی: Maximilian Wolfram؛ زادهٔ ۲۱ فوریهٔ ۱۹۹۷) بازیکن فوتبال اهل آلمان است.
از باشگاه‌هایی که در آن بازی کرده‌است می‌توان به باشگاه فوتبال کارل زایس ینا اشاره کرد.